# Capilla de San Bartolomé (Córdoba)
La capilla de San Bartolomé es una antigua capilla mudéjar de finales del siglo XIV y principios del XV enmarcada en la judería de Córdoba, España. En 1724, con la construcción del hospital del Cardenal Salazar, actual Facultad de Filosofía y Letras de la Universidad de Córdoba, quedó anexa a este edificio. Se trata de uno de los mejores ejemplos de arte mudéjar en Córdoba, junto a la Capilla Real de la Mezquita-Catedral y la Sinagoga. La capilla, propiedad de la Diputación Provincial, fue declara Bien de Interés Cultural el 3 de junio de 1931. El 20 de marzo de 2010 abrió sus puertas al público, tras la restauración realizada entre 2006 y 2008.

## Historia
Aunque se desconoce si habría algún edificio anterior a la capilla, según los Paseos por Córdoba de Ramírez de Arellano, todavía existía una inscripción en 1766 en árabe que tradujo el embajador de Marruecos Sidi Hamet el Gacel: «En el nombre de Dios todopoderoso labraron esta mezquita para su adoración y de su profeta Mahoma, el visir Almanzor y su mujer Fátima, en el 366 Hégira (año 976). Alabado sea Dios.»
Se trata de un templo datado entre 1399 y 1410, de estilo mudéjar, construido tras la revuelta antijudía de 1391 en la judería cordobesa y como consecuencia de la repoblación de esta zona y el barrio del Alcázar Viejo. Fundada como parroquia para la nueva collación del mismo nombre, mantuvo sus funciones hasta el siglo XVII. La iglesia, de planta basilical de nave única cubierta con bóveda de crucería, nunca llegó a terminarse, posiblemente por falta de presupuesto, hecho que puede comprobarse por la ausencia de techumbre, así como la construcción de una de las dos naves laterales. Asimismo, se utilizaron materiales de acarreo, como algunos capiteles y fustes romanos e islámicos. La antigua iglesia inconclusa queda contextualizada actualmente como antesala de la capilla mudéjar.
El fundador de la capilla mudéjar pudo ser un judeoconverso denominado Diego Fernández Abencaçin o Abenconde, veinticuatro de Córdoba y emisario y alfaqueque del regente de la Corona de Castilla, el futuro Fernando I de Aragón. Sus viajes al Reino nazarí de Granada pudieron haberle influenciado para la construcción de la capilla. Diego, además, fue protegido del maestre de la Orden de Santiago, el infante Enrique de Trastámara, lo que pudo influir a la hora de advocar la capilla al apóstol Santiago, tal y como nos indica la concha de la entrada. En sus paredes también aparece en multitud de ocasiones el escudo de la Orden de la Banda, lo que indicaría que Diego habría recibido esta condecoración, probablemente por su función como alfaqueque en la liberación de cautivos cristianos.
En 1475 fue sepultado en la capilla el hijo de Diego, Gómez Fernández, maestrescuela de la Mezquita-catedral, que once años tras su muerte fue declarado judaizante por la Inquisición española en el auto de fe del 24 de abril de 1486, exponiendo su sambenito en el patio de los Naranjos de la Mezquita-catedral, mientras que Ramírez de las Casas-Deza declara que sus restos fueron exhumados y quemados en 1499, coincidiendo con la etapa del inquisidor Lucero el Tenebroso. Asimismo, se realizaron nuevos enterramientos en siglos posteriores, como demuestra la lápida de 1677 que se encuentra en la entrada.

S[epulcro] d[e] D. Diego Fran[cis]co de Orell[a]na; cape[llán] perp[etuo] de la S[an]ta Ig[lesi]a de Cór[dob]a y de sus Parientes. A[ño] d[e] 1677.
Lápida en la entrada de la capilla.

En una de las pinturas murales estaría representada Santa Victoria, patrona de la ciudad junto a San Acisclo, con la palma del martirio y ropajes anacrónicos. En las yeserías encontramos diversos atauriques, con escritura cúfica y nasjí con algunas oraciones como «la prosperidad continuada» y «la eternidad para Alá, la gloria para Alá», aunque tienen mero carácter decorativo, así como estrellas tartésicas y zócalos alicatados. Las lámparas son posteriores, compradas durante la Exposición Iberoamericana de Sevilla en 1929.
Con el paso de los siglos y la construcción del hospital del cardenal Salazar en 1724, la capilla quedó anexa al mismo y se recreció el pavimento para nivelarlo.

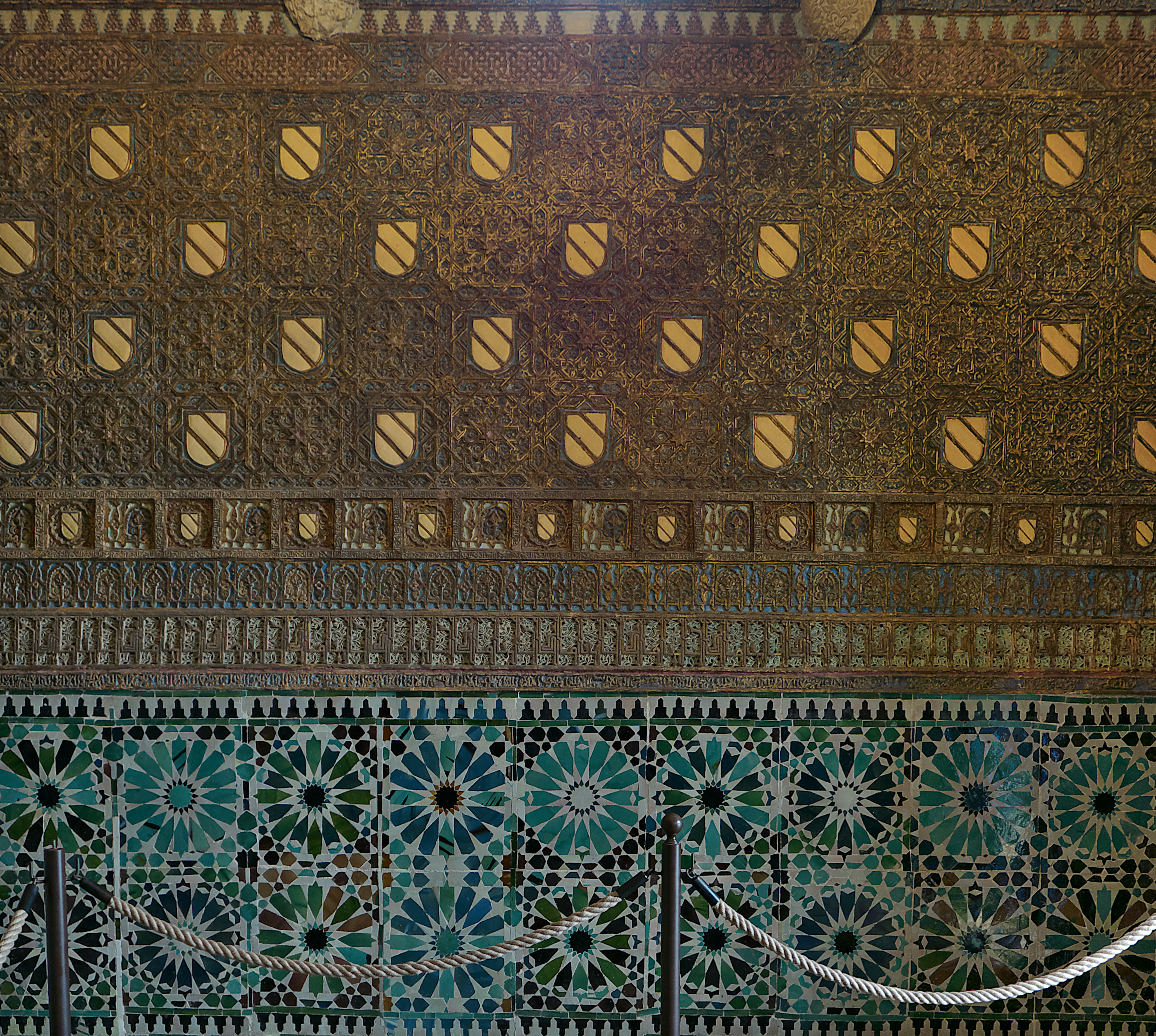
Interior de la capilla con las inscripciones islámicas, el escudo de la Orden de la Banda y los alicatados.

## Restauración
Durante una restauración realizada en 1935 se encontraron treinta y cinco azulejos realizados en la técnica nazarí del reflejo dorado que decoraban la contrahuella del escalón que precede al altar, que fueron trasladados al Museo Arqueológico de Córdoba.
En 1953 el arquitecto Rafael de La Hoz Arderius realizó una primera restauración en que se recuperaron las yeserías policromadas y se recuperó el pavimento original, para lo que se tuvo que trenzar el cepellón de la palmera centenaria con el típico chino cordobés. Además, se dota de nuevas imágenes al retablo de la capilla mayor, cuyos originales se habían perdido.
Después, la capilla permaneció cerrada durante el último tercio del siglo XX debido al grave deterioro que sufría. Desde finales de 1970 hasta comienzos de 1980 se realizaron las tres puertas principales de la capilla; la puerta del arco mudéjar y dos menores, una de entrada a la capilla y otra del altar. Dicha obra de carpintería y ebanistería fue llevada a cabo por la familia de carpinteros y ebanistas Ruiz, en concreto por José Ruiz Navarro, José Ruiz Gómez y Gregorio Ruiz Herrera. En 2006 comenzó una nueva restauración, en la que se consolidaron muros y cubiertas, sustituyendo parcialmente la galería exterior. En la portada, se sustituyendo sillares que se hallaban muy deteriorados, para lo cual hubo que desmontarla. También se consolidó decoración interior: yeserías, azulejos y pinturas murales, reintegrando zonas en las que el color se había perdido en gran parte.
Las obras, concluidas en marzo de 2008, fueron financiadas de manera conjunta por la Universidad de Córdoba, la Diputación Provincial, la Delegación de Cultura y CajaSur. La Junta de Andalucía concedió una subvención extraordinaria de 21.594 €, mientras que CajaSur destinó 233.818 €. El coste total de la intervención fue de 500.000 €, abriendo sus puertas el 20 de marzo de 2010.